# Foot Ball Club Brescia 1914-1915
Questa pagina raccoglie le informazioni riguardanti il Foot Ball Club Brescia nelle competizioni ufficiali della stagione 1914-1915.

## Stagione
Il Brescia si classificò al terzo posto nel girone E a pari merito con l'U. S. Milanese, pertanto fu condannata a uno spareggio per la permanenza nel massimo campionato contro gli scacchi bianconeri. Il Brescia si impose per 2-1 nel suddetto spareggio, svoltosi il 6 gennaio 1915 sul campo dell'Internazionale (cioè l'Inter, ma all'epoca tale abbreviazione non era quasi mai usata dai giornali), condannando dunque i meneghini alla retrocessione nella costituenda Categoria B, ma la Federazione ribaltò a tavolino tale verdetto avendo accertato che le rondinelle avevano schierato irregolarmente il giocatore Bollani nell'incontro del 6 dicembre U. S. Milanese-Brescia terminato 2-2 oltreché nello stesso spareggio dell'epifania. L'U. S. Milanese vinse dunque a tavolino l'incontro del 6 dicembre comportando l'annullamento del risultato dello spareggio, relegando il Brescia al quarto posto nella nuova classifica del girone E.
A partire da questa stagione, venne deliberato deliberato di cambiare i colori sociali ed in sostituzione degli arancio bleu venivano scelti il celeste ed il bianco. Maglia in lana bianco celeste.
Su alcune maglie è presente sul lato sinistro all'altezza del cuore lo stemma di Brescia, un leone blu ricamato su sfondo bianco

## Organigramma societario
Area direttiva
- Presidente onorario: Martinoni nob. Camillo
- Presidente effettivo: Apollonio Franco
- Vice Presidente: Riva dott. Domenico
- Consiglieri: Masperi Antonio, Mori dott. Guido, Geradini Maffeo, Bonifacio Luigi, Gabriotti Pietro, Valerio Davide, Frigeri Giulio, Filippini Egizio, Host Giovanni, Lodi geom. Glauco, Rota nob. avv. Angelo.
- Campo: Campo Fiera.

Area tecnica
- Allenatore: Fritz Ruchti

## Rosa
| N. |                   | Ruolo | Calciatore          |
| -- | ----------------- | ----- | ------------------- |
|    | Italia (bandiera) | D     | Alessi              |
|    | Italia (bandiera) | C     | Alessandro Bollani  |
|    | Italia (bandiera) | C     | Alberto Bruciamonti |
|    | Italia (bandiera) | A     | Alberto Ceresoli    |
|    | Italia (bandiera) | D     | Mario Cevenini      |
|    | Italia (bandiera) | D     | Elmer               |
|    | Italia (bandiera) | D     | Luigi Ferrari       |
|    | Italia (bandiera) | C     | Fiammetti           |
|    | Italia (bandiera) | A     | Fratus              |
|    | Italia (bandiera) | C     | Silvio Frigerio     |
|    | Italia (bandiera) | C     | Luigi Grazioli      |

| N. |                   | Ruolo | Calciatore          |
| -- | ----------------- | ----- | ------------------- |
|    | Italia (bandiera) | C     | Maraglio            |
|    | Italia (bandiera) | C     | Agostino Marzoli    |
|    | Italia (bandiera) | A     | Felice Pizzi (II)   |
|    | Italia (bandiera) | D     | Ponti               |
|    | Italia (bandiera) | C     | Carlo Ratti         |
|    | Italia (bandiera) | A     | Santi               |
|    | Italia (bandiera) | A     | Torti               |
|    | Italia (bandiera) | C     | Luigi Trivellini    |
|    | Italia (bandiera) | P     | Giuseppe Trivellini |
|    | Italia (bandiera) | A     | Luigi Vielmi        |

## Risultati

### Prima Categoria

#### Girone E

##### Girone di andata
| Arbitro: | Comazzi (Milano) |

|                                 |           |           |
| Fratus II 33’, 75’ Ceresoli 88’ | Marcatori | 15’ Zorzi |

| Arbitro: | Mauro (Milano) |

|                    |           |           |
| Albertoni 10’, 47’ | Marcatori | 88’ Torti |

| Arbitro: | Portigliatti (Torino) |

|                                                                        |           |  |
| Cevenini III 3’, 6’, 28’, 30’ (rig.) Agradi 14’, 32’ Aebi 19’ Asti 31’ | Marcatori |  |

| Arbitro: | Tessari (Padova) |

|                           |           |  |
| Ceresoli 50’ Frigerio 75’ | Marcatori |  |

| Arbitro: | Cattaneo (Milano) |

|               |           |               |
| Fratus II 25’ | Marcatori | 57’ Baldorini |

##### Girone di ritorno
| Arbitro: | Ambrosini (Torino) |

|             |           |             |
| Minchio 81’ | Marcatori | 4’ Ceresoli |

| Arbitro: | Laugeri (Torino) |

|                           |           |  |
| Ceresoli 21’ Pizzi II 25’ | Marcatori |  |

| Arbitro: | Pedroni (Milano) |

|  |           |                          |
|  | Marcatori | 7’ Cevenini III 46’ Aebi |

| Arbitro: | Mauro (Milano) |

|                            |           |  |
| Albonico 2’ Prosdocimi 65’ | Marcatori |  |

| Arbitro: | Pedroni (Milano) |

|                           |           |                            |
| Ballerini 46’ Dagradi 75’ | Marcatori | 13’ Luigi Vielmi 30’ Santi |

## Statistiche

### Statistiche di squadra
| Competizione                          | Punti | In casa | In casa | In casa | In casa | In casa | In casa | In trasferta | In trasferta | In trasferta | In trasferta | In trasferta | In trasferta | Totale | Totale | Totale | Totale | Totale | Totale | DR |
| Competizione                          | Punti | G       | V       | N       | P       | Gf      | Gs      | G            | V            | N            | P            | Gf           | Gs           | G      | V      | N      | P      | Gf     | Gs     | DR |
| ------------------------------------- | ----- | ------- | ------- | ------- | ------- | ------- | ------- | ------------ | ------------ | ------------ | ------------ | ------------ | ------------ | ------ | ------ | ------ | ------ | ------ | ------ | -- |
| Prima Categoria (girone eliminatorio) | 8     | 5       | 3       | 1       | 1       | 8       | 5       | 5            | 0            | 2            | 3            | 4            | 15           | 10     | 3      | 3      | 4      | 12     | 20     | -8 |

## Statistiche dei giocatori
| Giocatore      | Prima Categoria | Prima Categoria |
| Giocatore      | Presenze        | Reti            |
| -------------- | --------------- | --------------- |
| Alessi         | 1               | 0               |
| A. Bollani     | 3               | 0               |
| A. Bruciamonti | 11              | 0               |
| A. Ceresoli    | 11              | 4               |
| M. Cevenini    | 10              | 0               |
| Elmer          | 1               | 0               |
| L. Ferrari     | 12              | 0               |
| Fiammetti      | 2               | 0               |
| Fratus II      | 9               | 3               |
| S. Frigerio    | 8               | 1               |
| L. Grazioli    | 6               | 0               |
| Maraglio       | 1               | 0               |
| A. Marzoli     | 1               | 0               |
| Pizzi II       | 8               | 1               |
| Ponti          | 1               | 0               |
| C. Ratti       | 1               | 0               |
| Santi          | 10              | 1               |
| Torti          | 2               | 1               |
| L. Trivellini  | 3               | 0               |
| G. Trivellini  | 11              | -18             |
| L. Vielmi III  | 9               | 1               |